# Tricalysia vanroechoudtii
Tricalysia vanroechoudtii är en måreväxtart som först beskrevs av Jean Paul Antoine Lebrun och Van Roech., och fick sitt nu gällande namn av Elmar Robbrecht. Tricalysia vanroechoudtii ingår i släktet Tricalysia och familjen måreväxter. Inga underarter finns listade i Catalogue of Life.